# Riba Mato
Riba Mato est une localité de Sao Tomé-et-Principe située au nord de l'île de São Tomé, dans le district de Mé-Zóchi.

## Population
Lors du recensement de 2012, 363 habitants y ont été dénombrés.

## Culture
Une troupe (tragédia) de tchiloli y était domiciliée.